# PLDT
PLDT (NYSE: PHI) は、フィリピン最大の電気通信企業。かつてはフィリピン長距離電話（フィリピン語: Kompanya ng Teleponong Pangmalayuan ng Pilipinasと呼ばれていた。
2015年第1四半期の最新の報告によると事業収益は405億フィリピン・ペソ (₱) であり、当期純利益は14年第1四半期と同等の94億₱であった。フィリピン総合指数構成銘柄。

## 歴史
PLDTは1928年11月28日にフィリピンのアメリカ統治下の法 (act) で、フィリピン議会とヘンリー・スティムソン総督の承認を受けてアメリカの電話会社GTEの下で運営されていた電信4社の合併によって設立された。これは3436号法であり、法案はPLDTに50年間の貸し切り契約とフィリピン全土の主要地域を結ぶ電信網を構築する権利を許可した。一方で、電話網の実施開始のために40日の期限を満たす必要もあり、これは1-4年の間に実施された。
1930年代、PLDTは広大な固定回線網を持ち、アメリカとフィリピンやその他の国をつなぐ無線電話サービスを通して、初めてフィリピンと外国を電話でつなげた。
第2次世界大戦中、フィリピンの電話事業は中断された。戦後、フィリピンの通信インフラは荒廃していた。米軍当局は1947年にPLDTに残存する通信インフラを引渡し、1940年代から50年代にかけてのアメリカからの大規模な援助を受けて、PLDTは急速に回復し、1953年には戦前の電話加入者数を上回った。
1967年12月20日、ラモン・コファンコが率いるフィリピン人企業家と事業家がGTEからの株式の購入でPLDTの運営件を握った。このグループは1968年1月1日にPLDTの経営件を取得し、グレゴリオ・S・リカロスが会長、コファンコが社長となった。数ヵ月後、PLDTのマカティの本社が開所され、PLDTの拡大計画が開始され、農村へ信頼性の高い電信サービスをもたらすことが望まれた。
PLDTは戒厳令下での運営が許可された。1970年代、PLDTはフェルディナンド・マルコス大統領下の政府によって国有化され、1981年には電気通信産業を統合するフィリピン政府の既存政策に応じてほぼ全ての電話会社の資産と負債を購入し、電話事業の独占企業となった。この独占下で、事業の拡大は大幅に縮小され、事実上行われなかった。戒厳令時の人々は極端に長い申請の滞りの順番の最後で長年待つだけの電話サービスを申し込んだ。これは人々にとって前代未聞のことではなく、当時の中小企業は闇市場のひとつの電話回線を数万ペソほどで引き換えていた。シンガポールの現職首相リー・クアンユーはフィデル・ラモス大統領時代のフィリピンに訪れてこの状況に言及している。彼は冗談として「フィリピンの95%の人口は電話を持っておらず、そして残りの5%はダイアル音で待っている」と述べている。
1986年、マルコス政権が崩壊すると、企業は再民営化され、ラモンの息子のアントニオ・O・コファンコJrがPLDTのチーフになった。1995年から、電気通信法の成立と、その後のフィリピン電気通信産業の規制緩和で、同社は独占状態から外された。この年以降、香港に籍を置くファースト・パシフィックが17.5%の株式を取得し、PLDTの多数株保有者となった。コファンコが2004年まで会長を務めた後、コファンコに変わってCEOであったマヌエル・V・パンギリナンが新しくコングロマリットの社長となった
2011年5月にPLDTはJGサミット・ホールディングスからデジタル・テレコミュニケーションズ・フィリピンズ(デジテル)の51.55%の株式を692億₱で購入した。これによってPLDTの株式には変化が現れなかったが、フィリピン証券取引所のデジテルとJGサミットの株価は大きく変動した。取引によってJGサミットはPLDT株の12%を所有することとなった。この取引は2011年10月26日に承認された。その後、デジテルは子会社化され、事務所などは閉鎖されたが、デジテルの子会社であったサンセルラーブランドの運営のために残されている。
2016年4月フィリピン長距離電話会社の社名を、以前より略称として知られていたPLDT Inc.に改名した

## 事業

### 携帯通信
PLDTはスマート・コミュニケーションズ、トークン・テキスト、サンセルラーなど子会社を通して携帯通信端末へのサービスを行っている。

### 電力
2009年3月13日にフィリピン最大の配電会社であるメラルコを保有するロペス家からメラルコ株20%を購入した。取引は2009年第3四半期に行われ、金額は200億ペソであった。この行動は当時メラルコの株式の大部分を保有していたサン・ミゲルの敵対的買収を防ぐために行われた。

### 報道
1998年、PLDTベネフィシャル信託基金の完全子会社であるメディアクエスト・ホールディングスはYabut家と不動産業界の大物マニー・ヴィリヤールの合弁協業体からネーション・ブロードキャスティングを取得した。2007年、メディアクエストはDTH衛星テレビ供給者のライセンスを持つGV放送システムの株式を Galang家のサットベンチャーズ社から買収した。これによってGVはメディアスケープ社に改名している。
2010年3月2日、PLDTは子会社のメディアクエストがTV5ネットワークとプリメディアの100%の株式をメディア・プリマとアントニオ・O・コファンコJrから取得したと公表した。

### 通信
フィリピンで初めて通信用人工衛星を所有したマブハイ・サテライトを保有していた。現在はマブハイ・インベストメントとして投資企業に転換されている。

## 株主
2013年の時点では株式のうち53.86%が個人投資であった。現在の主要株主は国内資本としてフィリピン・テレフォン・インベストメント (12.05%)、メトロ・パシフィック・リソース (9.98%)などが保有するほか、外資ではファースト・パシフィック (25.6%)、NTTドコモ (14.5%)、NTTコミュニケーションズ (5.85%)、マヌエル・V・パンギリナン (0.11%)などが保有している。

## 競技団体
- PLDTホーム・ウルテラ・ウルトラ・ファスト・ヒッターズ（英語版） (シェーキーズ Vリーグ（英語版）)
- TNTトロパン・テキスターズ（英語版） (PBA)